# Dorsó
Dorsó (en llatí Dorso) era el nom d'una família romana d'origen patrici de la gens Fàbia.
Van ser membres d'aquesta família:
- Ceso Fabi Dorsó, patrici romà i pontífex.
- Marc Fabi Dorsó, cònsol el 345 aC
- Gai Fabi Dorsó Licini, cònsol el 273 aC